# Irish Open 2001
Die Irish Open 2001 im Badminton fanden vom 6. bis zum 9. Dezember 2001 in Lisburn statt.

## Medaillengewinner
| Disziplin    | Gold                        | Silber                                     | Bronze                        |
| ------------ | --------------------------- | ------------------------------------------ | ----------------------------- |
| Herreneinzel | Mark Constable              | Irwansyah                                  | Kasper Fangel                 |
| Herreneinzel | Mark Constable              | Irwansyah                                  | Ruud Kuijten                  |
| Dameneinzel  | Kara Solmundson             | Anu Weckström                              | Bing Huang                    |
| Dameneinzel  | Kara Solmundson             | Anu Weckström                              | Nina Weckström                |
| Herrendoppel | Stephen Foster Robert Blair | Mike Beres Kyle Hunter                     | Kristian Roebuck Paul Trueman |
| Herrendoppel | Stephen Foster Robert Blair | Mike Beres Kyle Hunter                     | James Boxall Graham Hurrell   |
| Damendoppel  | Lene Mørk Helle Nielsen     | Lena Frier Kristiansen Kamilla Rytter Juhl | Emma Constable Natalie Munt   |
| Damendoppel  | Lene Mørk Helle Nielsen     | Lena Frier Kristiansen Kamilla Rytter Juhl | Nina Weckström Anu Weckström  |
| Mixed        | Robert Blair Natalie Munt   | Bo Rafn Helle Nielsen                      | Russell Hogg Kirsteen McEwan  |
| Mixed        | Robert Blair Natalie Munt   | Bo Rafn Helle Nielsen                      | Graham Hurrell Joanne Davies  |

## Finalergebnisse
| Disziplin    | Sieger                      | Finalist                                   | Ergebnis           |
| ------------ | --------------------------- | ------------------------------------------ | ------------------ |
| Herreneinzel | Mark Constable              | Irwansyah                                  | 3–7, 7–2, 7–3, 8–7 |
| Dameneinzel  | Kara Solmundson             | Anu Weckström                              | 7–3, 1–7, 7–2, 7–5 |
| Herrendoppel | Stephen Foster Robert Blair | Mike Beres Kyle Hunter                     | 7–3, 7–3, 6–8, 8–7 |
| Damendoppel  | Lene Mørk Helle Nielsen     | Lena Frier Kristiansen Kamilla Rytter Juhl | 7–3, 7–3, 7–2      |
| Mixed        | Robert Blair Natalie Munt   | Bo Rafn Helle Nielsen                      | 7–4, 3–7, 7–1, 7–5 |